# 大上海計画

プランの中心地域

大上海計画（だいしゃんはいけいかく）は、国民政府が策定した上海市の新都心建設計画である。このプランは1929年7月に可決された。計画区域は主に現在の楊浦区にある。
第二次上海事変により、大上海計画の中止は余儀なくされたが、日本軍が作成した大上海都市建設計画もこのプランをベースしたものだった。